# 贝尼塔切利
贝尼塔切利，是西班牙巴伦西亚自治区阿利坎特省的一个市镇。总面积13km2，总人口2385人（2001年），人口密度183人/km2。